# Owen Matthews
Owen Matthews, född december 1971 i London i Storbritannien, är en brittisk journalist, historiker och författare. 
Owen Matthews mor var ryska och han har både engelska och ryska som modersmål. Han studerade historia på Christ Church vid Oxfords universitet.
Under Bosnienkriget var Matthews från 1993 utrikeskorrespondent i Budapest, Sarajevo och Belgrad. Åren 1995–1997 var han reporter på The Moscow Times och 1997 anställdes han på Newsweek som korrespondent i Moskva för att täcka Andra Tjetjenienkriget. År 2001 flyttade han till Turkiet för Newsweek. Från 2006 till 2012 var han lokal chef för Newsweek i Moskva. År 2014 rapporterade han om Rysslands anfallskrig i Ukraina.
Han debuterade som författare med Stalin's Children 2008.